# Ceratinella sydneyensis
Ceratinella sydneyensis är en spindelart som beskrevs av Jörg Wunderlich 1976. Ceratinella sydneyensis ingår i släktet Ceratinella och familjen täckvävarspindlar.
Artens utbredningsområde är New South Wales. Inga underarter finns listade i Catalogue of Life.